# Гоматропин
Гоматропин — антихолинергический препарат. Он используется в глазных каплях как циклоплегическое (для временного паралича аккомодации) и как мидриатическое средство (для расширения зрачка).
Родственное химическое соединение гоматропина — метилбромид (метилхоматропин) — это другой препарат.
Гоматропин менее эффективен, чем атропин, и имеет более короткую продолжительность действия. Он доступен в виде гидробромидной соли.

## Фармакология

### Механизм действия
Блокируя м-холинорецепторы круговой мышцы радужки, вызывает мидриаз. Отток жидкости из передней камеры глаза при этом затрудняется, и внутриглазное давление повышается. Ресничная мышца расслабляется, в результате натяжение цинновой связки возрастает, и кривизна хрусталика уменьшается. Наступает паралич аккомодации, и глаз устанавливается на дальнюю точку видения. Характеризуется более быстрым началом и меньшей продолжительностью фармакологического действия.

## Побочные эффекты
- Затуманенное зрение
- Чувствительность к свету

## Противопоказания
- Глаукома
- Миастения
- Тяжелая сердечная недостаточность
- Тиреотоксикоз